# العلاقات الإسبانية الكولومبية
العلاقات الإسبانية الكولومبية هي العلاقات الثنائية التي تجمع بين إسبانيا وكولومبيا.

## مقارنة بين البلدين
هذه مقارنة عامة ومرجعية للدولتين:
| وجه المقارنة                                              | إسبانيا                                                                             | كولومبيا        |
| --------------------------------------------------------- | ----------------------------------------------------------------------------------- | --------------- |
| المساحة (كم2)                                             | 505.99 ألف                                                                          | 1.14 مليون      |
| عدد السكان (نسمة)                                         | 46.73 مليون                                                                         | 49.07 مليون     |
| الكثافة السكانية (ن./كم²)                                 | 92.35                                                                               | 43.04           |
| العاصمة                                                   | مدريد                                                                               | بوغوتا          |
| اللغة الرسمية                                             | اللغة الإسبانية، اللغة الغاليسية، لغة بشكنشية، اللغة الكتالونية، اللغة الأوكسيتانية | اللغة الإسبانية |
| العملة                                                    | يورو، بيزيتا إسبانية                                                                | بيزو كولومبي    |
| الناتج المحلي الإجمالي (بليون دولار)                      | 1.31 تريليون                                                                        | 309.19 مليار    |
| الناتج المحلي الإجمالي (تعادل القوة الشرائية) بليون دولار | 1.77 تريليون                                                                        | 724.96 مليار    |
| الناتج المحلي الإجمالي الاسمي للفرد دولار أمريكي          | 28.16 ألف                                                                           | 7.60 ألف        |
| الناتج المحلي الإجمالي للفرد دولار أمريكي                 | 38.00 ألف                                                                           | 13.36 ألف       |
| مؤشر التنمية البشرية                                      | 0.876                                                                               | 0.720           |
| رمز المكالمات الدولي                                      | +34                                                                                 | +57             |
| رمز الإنترنت                                              | .es                                                                                 | .co             |
| المنطقة الزمنية                                           | ت ع م+01:00، ت ع م+02:00                                                            | 00              |

## مدن متوأمة
في ما يلي قائمة باتفاقيات التوأمة بين مدن إسبانية وكولومبية:
- ترتبط مدريد مع بوغوتا باتفاقية توأمة منذ 19 يناير 1982.[16][16][16][16]
- ترتبط برشلونة مع ميديلين باتفاقية توأمة منذ 1984.
- ترتبط ترجالة مع سانتا في دي أنتيوكيا باتفاقية توأمة.
- ترتبط بنيدورم مع مانيزاليس باتفاقية توأمة.
- ترتبط كارتاخينا مع كارتاهينا باتفاقية توأمة منذ 1992.[17][18][19][20]
- ترتبط سانتياغو دي كومبوستيلا مع كالي باتفاقية توأمة.
- ترتبط بنبلونة مع بامبلونا [الإنجليزية]‏ باتفاقية توأمة منذ 1992.
- ترتبط بلباو مع ميديلين باتفاقية توأمة منذ 1988.
- ترتبط مالقة مع بوبايان باتفاقية توأمة.
- ترتبط إشبيلية مع بوبايان باتفاقية توأمة.
- ترتبط وادي الحجارة مع بوغة [الإنجليزية]‏ باتفاقية توأمة.
- ترتبط بالوس دي لا فرونتيرا مع كالي باتفاقية توأمة.
- ترتبط قادس مع ماريكيتا، توليما [الإنجليزية]‏ باتفاقية توأمة منذ 1986.
- ترتبط لاس غابياس مع Tenjo [الإنجليزية]‏ باتفاقية توأمة.

## منظمات دولية مشتركة
يشترك البلدان في عضوية مجموعة من المنظمات الدولية، منها:
| علم المنظمة | اسم المنظمة                               | تاريخ انضمام إسبانيا | تاريخ انضمام كولومبيا |
| ----------- | ----------------------------------------- | -------------------- | --------------------- |
|             | وكالة ضمان الاستثمار متعدد الأطراف        | 29 أبريل 1988        | 30 نوفمبر 1995        |
|             | الأمم المتحدة                             | 14 ديسمبر 1955       | 5 نوفمبر 1945         |
|             | بنك أمريكا الوسطى للتكامل الاقتصادي ‏      | ?                    | ?                     |
|             | الفريق المعني برصد الأرض                  | ?                    | ?                     |
|             | منظمة حظر الأسلحة الكيميائية              | ?                    | ?                     |
|             | منظمة التجارة العالمية                    | ?                    | ?                     |
|             | منظمة الشرطة الجنائية الدولية             | ?                    | ?                     |
|             | مؤسسة التنمية الدولية                     | 18 أكتوبر 1960       | 16 يونيو 1961         |
|             | يونسكو                                    | 30 يناير 1953        | 31 أكتوبر 1947        |
|             | حلف شمال الأطلسي                          | 30 مايو 1982         | ?                     |
|             | الاتحاد البريدي العالمي                   | ?                    | ?                     |
|             | البنك الدولي للإنشاء والتعمير             | 15 سبتمبر 1958       | 24 ديسمبر 1946        |
|             | المنظمة الهيدروغرافية الدولية             | ?                    | ?                     |
|             | الاتحاد الدولي للاتصالات                  | 1866                 | 25 أغسطس 1914         |
|             | مؤسسة التمويل الدولية                     | 24 مارس 1960         | 20 يوليو 1956         |
|             | المركز الدولي لتسوية المنازعات الاستشارية | 17 سبتمبر 1994       | 14 أغسطس 1997         |

## أعلام
هذه قائمة لبعض الشخصيات التي تربطها علاقات بالبلدين:
- ألفريدو دي ستيفانو (لاعب كرة قدم أرجنتيني، 4 يوليو 1926[28][29][30] – 7 يوليو 2014[28][30][31])
- ألفونسو لوبيز ميكلسين (30 يونيو 1913[32] – 11 يوليو 2007[32][33])
- إرنستو سامبر (3 أغسطس 1950[34][35] – )
- بيليساريو بيتانكور (الرئيس السادس والعشرين لجمهورية كولومبيا، 4 فبراير 1923[36] – 7 ديسمبر 2018)
- جيانز (9 أغسطس 1972[37] – )
- خاميس رودريغيز (لاعب كرة قدم كولومبي، 12 يوليو 1991[38] – )
- خوان بابلو مونتويا (سائق سيارة سباق كولومبي، 20 سبتمبر 1975 – )
- شاكيرا (مغنية كولومبية، 2 فبراير 1977[39] – )
- غوستابو روخاس بينيا (مهندس مدني كولومبي، 12 مارس 1900 – 17 يناير 1975)
- فيرجيليو باركو فارغاس (17 سبتمبر 1921[40] – 20 مايو 1997[40])

## معرض صور

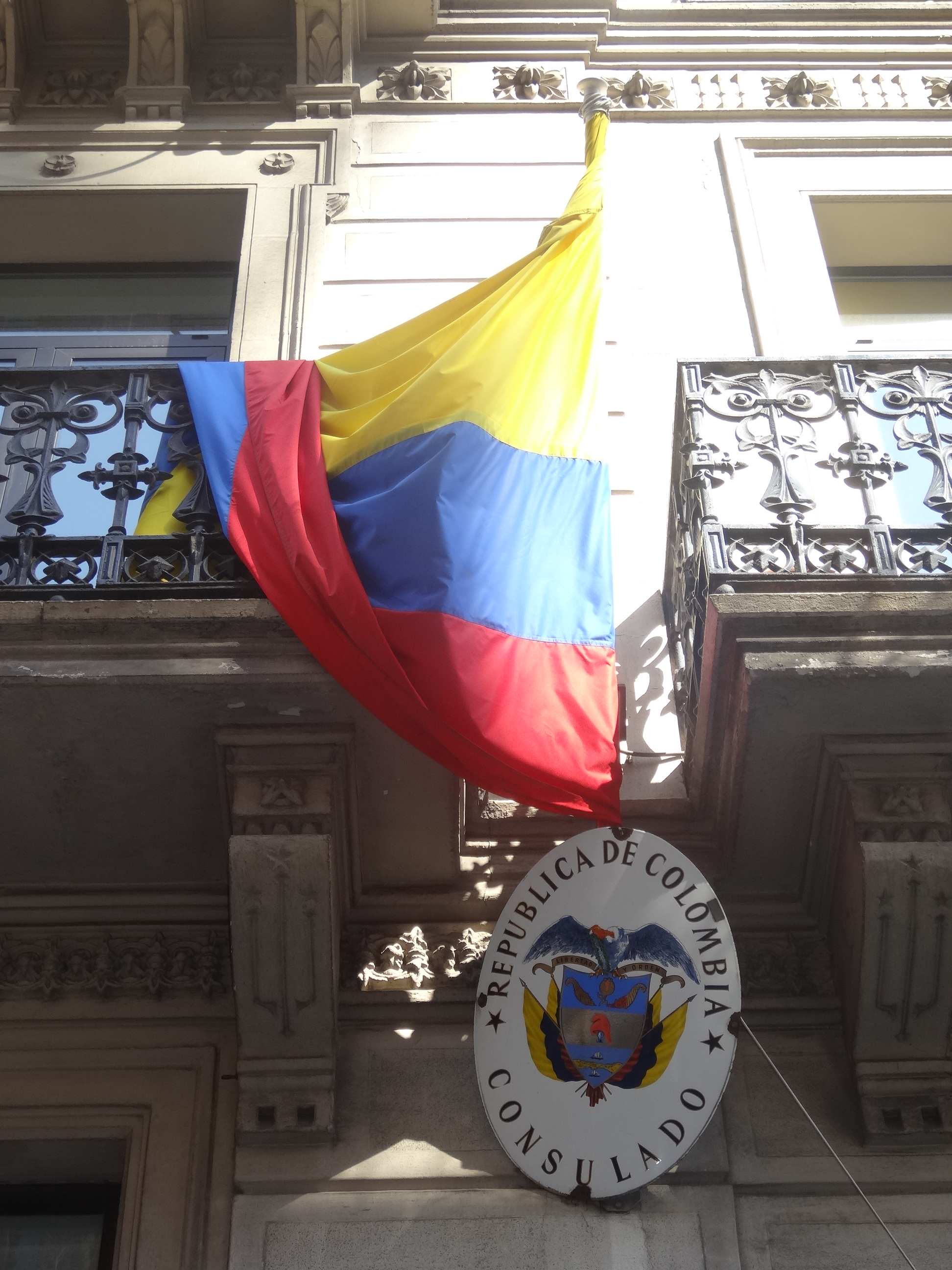
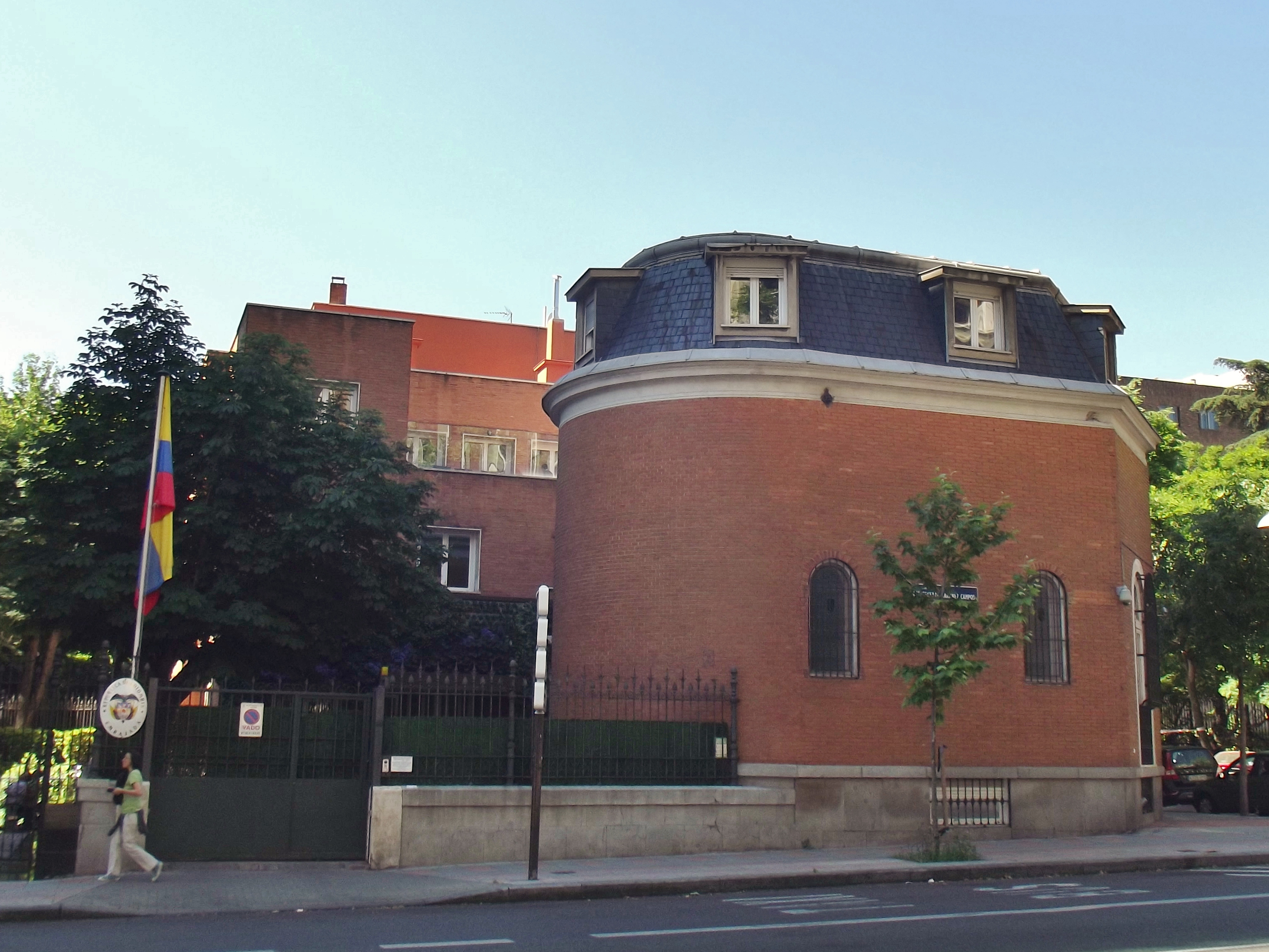
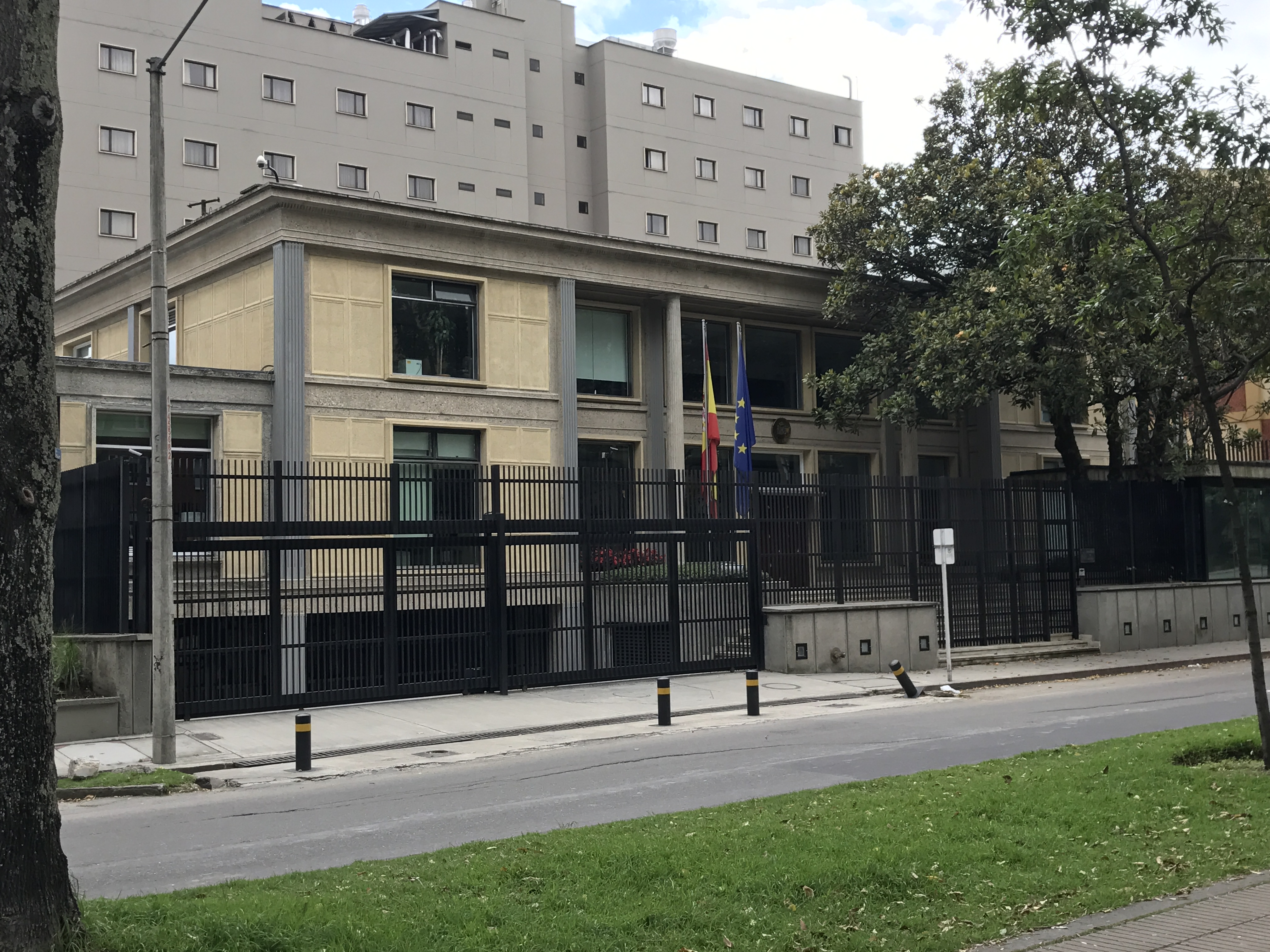

## وصلات خارجية
- موقع وزارة الخارجية الإسبانية